# Zhang Kejian
Zhang Kejian (né en juin 1961) est le directeur de l'Administration spatiale nationale chinoise depuis 2018.